# Disney Channel (America Latina)
Disney Channel è un canale televisivo che trasmette in America Latina e nei Caraibi nato il 27 luglio 2000 come canale premium e dal 2004 via cavo.

## Storia
Inizia le trasmissioni il 27 luglio 2000 in tutta l'America Latina con lo stesso logo e la stessa programmazione degli Stati Uniti d'America, 24 ore al giorno, senza pubblicità, ma completamente in spagnolo. Viene lanciato come un programma premium. Precedentemente, il canale era chiamato Disney Weekend ed era disponibile per il solo pubblico brasiliano in DirectTV: iniziate le trasmissioni nel 1997, hanno cessato nel 2000.
Nel 2004 Anne Sweeney, eletta nuova direttrice del gruppo Disney–ABC Television Group, cambia in modo radicale il volto del canale e le loro programmazioni, anche in America Latina. Attualmente la versione latinoamericana ha cinque sedi principali: Argentina, Cile, Brasile, Stati Uniti d'America, Messico e Venezuela.
Ha quattro segnali differenti e sono divisi in: Disney Channel Nord (solo Messico), Centro (Colombia, Costa Rica, Cuba, El Salvador, Guatemala, Honduras, Nicaragua, Panamá, Repubblica Dominicana e Venezuela), Pacifico (Bolivia, Cile, Ecuador e Perú) e Sud (Argentina, Paraguay e Uruguay); nonostante questo meccanismo, tutti e cinque, hanno la stessa programmazione.
Il Brasile ha una sua versione perché la lingua ufficiale è il portoghese, a differenza del resto dell'America Latina che parla spagnolo.

## Produzioni originali

### Celebratón
Il Celebratón è un evento che si è svolto dal 2007 al 2011. Per l'edizione del 2011 sono stati ospiti il cast di Cuando toca la campana, Highway: Rodando la Aventura (eccetto Clara Alonso), il gruppo musicale dei Rock Bones, il duo brasiliano College 11 e anche l'attrice Martina Stoessel. È stato condotto da Roger González e Daniel Rodrigo Martins. Di questa edizione è stata pubblicata anche una compilation contenente 11 tracce cantate durante la serata finale dell'evento ed è uscito a marzo 2012.

### Altre produzioni
- Disney Planet (2000-2020): programma dove vengono intervistati alcuni personaggi del canale.
- Jake & Blake (2009-2010): prodotta in Argentina da Cris Morena, è una serie televisiva con protagonista Benjamín Rojas[5].
- Highway: Rodando la Aventura (2011): miniserie composta da 13 episodi con protagonisti i conduttori di Zapping Zone[6].
- Super T - Una schiappa alla riscossa (2011): serie trasmessa nel 2011 con protagonisti Candela Vetrano e Pablo Martínez
- Cuando toca la campana (2011-2012): versione latinoamericana di "As the Bell Rings".
- Violetta (2012-2013): telenovela in co-produzione con varie Disney del mondo, tra cui quella latinoamericana[7].
- Zapping Zone (2000-2012): programma televisivo trasmesso su questo canale dal lunedì al venerdì dedicato ai bambini e ai giovani.
- Art Attack de Disney (2010-): versione latinoamericana di Art Attack condotta da Emiliano.
- Soy Luna (2016-2018)
- Bia (2019-2020)
- Mermaid Melody Pichi Pichi Pitch
- Mermaid Melody Pichi Pitch Pure
- Mako Mermaids